# Línea 160 (Buenos Aires)
La Línea 160 es una línea de colectivos de Buenos Aires. Une Ciudad Universitaria, ubicada en el barrio porteño de Belgrano con San Francisco de Asís (Don Orione), en la provincia de Buenos Aires.
Su prestación está a cargo de la empresa Micro Ómnibus Sur S.A.C., cuya administración está ubicada en Araujo 3732, en la localidad de San Francisco de Asís (Don Orione), Almirante Brown.
Desde 2010 y hasta 2018 operó la línea 514 comunal de Almirante Brown, que fue operada por la empresa Expreso Arseno S.R.L.

## Recorridos

### Recorrido A (Por Aguas Argentinas AYSA y A. Alsina) - Ciudad Universitaria - Barrio Don Orione - Servicio Común
- - Ida A Barrio Don Orione: Desde Ciudad Universitaria Por Calles Interiores De La Misma, Avenida Intendente Güiraldes, Avenida Intendente Cantilo, Puente Ángel Labruna, Avenida Leopoldo Lugones,Av De Los Ombues, Andrés Bello, Avenida Presidente Figueroa Alcorta, Avenida Dorrego, Cerviño, Fray Justo Santa María De Oro, Avenida Santa Fe, Calzada Circular De Plaza Italia, Avenida General Las Heras, Avenida Raúl Scalabrini Ortiz, Charcas, Malabia, Paraguay, Avenida Medrano, Avenida Castro Barros, Venezuela, Avenida Boedo, Avenida Juan De Garay, Avenida Castro Barros, Raulet, Avenida Sáenz, Cruce Puente Uriburu, Avenida Remedios De Escalada De San Martín, General Juan Domingo Perón, Juan E. Farrel, Veracruz, José Ignacio Rucci, Viamonte, José María Moreno, Avenida Hipólito Yrigoyen, Coronel Lugones, Del Valle Iberlucea, A. Maspero, Cruce Puente Remedios De Escalada, 29 de Septiembre, Malabia, Alsina, Almirante Brown, Avenida Tomás Espora, Humberto 1.º, Carlos Pellegrini, Ricardo Rojas, Avenida Tomás Espora, Morales, Adolfo Alsina, Manuel Sarratea, 2 de Abril, Lisandro De La Torre, Eva Perón, Humahuaca, Araujo hasta el 3732 (Barrio Don Orione - Almirante Brown).

- - Regreso A Ciudad Universitaria: Desde Araujo Y Humahuaca Por Humahuaca, Eva Perón, Libertad, 2 De Abril, Manuel Sarratea, Adolfo Alsina, Avenida Tomás Espora, Cristóbal Colón, Carlos Pellegrini, Ricardo Rojas, Avenida Tomás Espora, Almirante Guillermo Brown, Adolfo Alsina, Malabia, 29 De Setiembre, Cruce Puente Remedios De Escalada, Avenida Hipólito Yrigoyen, Carlos Tejedor, Teniente Rangugni, José María Moreno, Viamonte, José Ignacio Rucci, General Juan Domingo Perón, Avenida Remedios De Escalada De San Martín, Cruce Puente Uriburu, Avenida Sáenz, Avenida Caseros, Castro, Inclan, Colombres, Jeronimo Salguero, Teniente General Juan Domingo Perón, Gascon, Araoz, Avenida General Las Heras, Calzada Circular De Plaza Italia, Avenida Santa Fe, Avenida Intendente Bullrich, Avenida del Libertador, Avenida Dorrego, Avenida Presidente Figueroa Alcorta, Puente Scalabrini Ortiz, Avenida Intendente Güiraldes, Calles Interiores De La Ciudad Universitaria.

### Recorrido B (Por Aguas Argentinas AYSA y J. V. González) - Ciudad Universitaria - Barrio Don Orione - Servicio Común
- - Ida A Barrio Don Orione: Desde Ciudad Universitaria Por Calles Interiores De La Misma, Avenida Intendente Güiraldes, Avenida Intendente Cantilo, Puente Ángel Labruna, Avenida Leopoldo Lugones, Av De Los Ombúes , Andrés Bello, Avenida Presidente Figueroa Alcorta, Avenida Dorrego, Cerviño, Fray Justo Santa María De Oro, Avenida Santa Fe, Calzada Circular De Plaza Italia, Avenida General Las Heras, Avenida Raúl Scalabrini Ortiz, Charcas, Malabia, Paraguay, Avenida Medrano, Avenida Castro Barros, Venezuela, Avenida Boedo, Avenida Juan De Garay, Avenida Castro Barros, Raulet, Avenida Sáenz, Cruce Puente Uriburu, Avenida Remedios De Escalada De San Martín, General Juan Domingo Perón, Juan E. Farrel, Veracruz, José Ignacio Rucci, Viamonte, José María Moreno, Avenida Hipólito Yrigoyen, Coronel Lugones, Del Valle Iberlucea, A. Maspero, Cruce Puente Remedios De Escalada, 29 de Septiembre, Malabia, Alsina, Almirante Brown, Avenida Tomás Espora, Humberto 1.º, Carlos Pellegrini, Ricardo Rojas, Avenida Tomás Espora, Morales, Adolfo Alsina, Bermúdez, Joaquín V. González, Avenida República Argentina, Adolfo Alsina, Remedios De Escalada De San Martín, Esquiu, Avenida Lacaze (Ruta Provincial N° 4), Eva Perón, Humahuaca Hasta Araujo (Barrio Don Orione).

- - Regreso A Ciudad Universitaria: Desde Araujo Y Humahuaca Por Humahuaca, Eva Perón, Avenida Lacaze (Ruta Provincial N° 4) Retomando Avenida Lacaze (Ruta Provincial N° 4) A La Altura De América, Esquiu, Remedios De Escalada De San Martín, Adolfo Alsina, Avenida República Argentina, Joaquín V. González, Bermúdez, Adolfo Alsina, Avenida Tomás Espora, Cristóbal Colón, Carlos Pellegrini, Ricardo Rojas, Avenida Tomás Espora, Almirante Guillermo Brown, Adolfo Alsina, Malabia, 29 De Setiembre, Cruce Puente Remedios De Escalada, Avenida Hipólito Yrigoyen, Carlos Tejedor, Teniente Rangugni, José María Moreno, Viamonte, José Ignacio Rucci, General Juan Domingo Perón, Avenida Remedios De Escalada De San Martín, Cruce Puente Uriburu, Avenida Sáenz, Avenida Caseros, Castro, Inclán, Colombres, Jerónimo Salguero, Teniente General Juan Domingo Perón, Gascón, Araoz, Avenida General Las Heras, Calzada Circular De Plaza Italia, Avenida Santa Fe, Avenida Intendente Bullrich, Avenida del Libertador, Avenida Dorrego, Avenida Presidente Figueroa Alcorta, Puente Scalabrini Ortiz, Avenida Intendente Güiraldes, Calles Interiores De La Ciudad Universitaria.

### Recorrido C (Por Aeroparque J. Newbery y A. Alsina) - Ciudad Universitaria - Barrio Don Orione - Servicio Común
- - Ida A Barrio Don Orione: Desde Ciudad Universitaria Por Calles Interiores De La Misma, Avenida Intendente Güiraldes, Avenida Costanera Rafael Obligado, La Pampa, Rotonda Avenida Intendente Cantilo, Avenida Intendente Cantilo, La Pampa, Avenida Costanera Rafael Obligado, Avenida Sarmiento, Avenida Presidente Figueroa Alcorta, Avenida Dorrego, Cerviño, Fray Justo Santa María De Oro, Avenida Santa Fe, Calzada Circular De Plaza Italia, Avenida General Las Heras, Avenida Raúl Scalabrini Ortiz, Charcas, Malabia, Paraguay, Avenida Medrano, Avenida Castro Barros, Venezuela, Avenida Boedo, Avenida Juan De Garay, Avenida Castro Barros, Raulet, Avenida Sáenz, Cruce Puente Uriburu, Avenida Remedios De Escalada De San Martín, General Juan Domingo Perón, Juan E. Farrel, Veracruz, José Ignacio Rucci, Viamonte, José María Moreno, Avenida Hipólito Yrigoyen, Coronel Lugones, Del Valle Iberlucea, A. Maspero, Cruce Puente Remedios De Escalada, 29 de Septiembre, Malabia, Alsina, Almirante Brown, Avenida Tomás Espora, Humberto 1.º, Carlos Pellegrini, Ricardo Rojas, Avenida Tomás Espora, Morales, Adolfo Alsina, Manuel Sarratea, 2 de Abril, Lisandro De La Torre, Eva Perón, Humahuaca Hasta Araujo (Barrio Don Orione).

- - Regreso A Ciudad Universitaria: Desde Araujo Y Humahuaca Por Humahuaca, Eva Perón, Libertad, 2 De Abril, Manuel Sarratea, Adolfo Alsina, Avenida Tomás Espora, Cristóbal Colón, Carlos Pellegrini, Ricardo Rojas, Avenida Tomás Espora, Almirante Guillermo Brown, Adolfo Alsina, Malabia, 29 De Setiembre, Cruce Puente Remedios De Escalada, Avenida Hipólito Yrigoyen, Carlos Tejedor, Teniente Rangugni, José María Moreno, Viamonte, José Ignacio Rucci, General Juan Domingo Perón, Avenida Remedios De Escalada De San Martín, Cruce Puente Uriburu, Avenida Sáenz, Avenida Caseros, Castro, Inclan, Colombres, Jeronimo Salguero, Teniente General Juan Domingo Perón, Gascon, Araoz, Avenida General Las Heras, Calzada Circular De Plaza Italia, Avenida Santa Fe, Avenida Intendente Bullrich, Avenida del Libertador, Avenida Dorrego, Avenida Leopoldo Lugones, Avenida Sarmiento, Avenida Costanera Rafael Obligado, Avenida Intendente Güiraldes, Calles Interiores De La Ciudad Universitaria.

### Recorrido D (Por Aeroparque J. Newbery y J. V. González) - Ciudad Universitaria - Barrio Don Orione - Servicio Común
- - Ida A Barrio Don Orione: Desde Ciudad Universitaria Por Calles Interiores De La Misma, Avenida Intendente Güiraldes, Avenida Costanera Rafael Obligado, La Pampa, Rotonda Avenida Intendente Cantilo, Avenida Intendente Cantilo, La Pampa, Avenida Costanera Rafael Obligado, Avenida Sarmiento, Avenida Presidente Figueroa Alcorta, Avenida Dorrego, Cerviño, Fray Justo Santa María De Oro, Avenida Santa Fe, Calzada Circular De Plaza Italia, Avenida General Las Heras, Avenida Raúl Scalabrini Ortiz, Charcas, Malabia, Paraguay, Avenida Medrano, Avenida Castro Barros, Venezuela, Avenida Boedo, Avenida Juan De Garay, Avenida Castro Barros, Raulet, Avenida Sáenz, Cruce Puente Uriburu, Avenida Remedios De Escalada De San Martín, General Juan Domingo Perón, Juan E. Farrel, Veracruz, José Ignacio Rucci, Viamonte, José María Moreno, Avenida Hipólito Yrigoyen, Coronel Lugones, Del Valle Iberlucea, A. Maspero, Cruce Puente Remedios De Escalada, 29 de Septiembre, Malabia, Alsina, Almirante Brown, Avenida Tomás Espora, Humberto 1.º, Carlos Pellegrini, Ricardo Rojas, Avenida Tomás Espora, Morales, Adolfo Alsina, Bermúdez, Joaquín V. González, Avenida República Argentina, Adolfo Alsina, Remedios De Escalada De San Martín, Esquiu, Avenida Lacaze (Ruta Provincial N° 4), Eva Perón, Humahuaca Hasta Araujo (Barrio Don Orione).

- - Regreso A Ciudad Universitaria: Desde Araujo Y Humahuaca Por Humahuaca, Eva Perón, Avenida Lacaze (Ruta Provincial N° 4) Retomando Avenida Lacaze (Ruta Provincial N° 4) A La Altura De América, Esquiu, Remedios De Escalada De San Martín, Adolfo Alsina, Avenida República Argentina, Joaquín V. González, Bermúdez, Adolfo Alsina, Avenida Tomás Espora, Cristóbal Colón, Carlos Pellegrini, Ricardo Rojas, Avenida Tomás Espora, Almirante Guillermo Brown, Adolfo Alsina, Malabia, 29 De Setiembre, Cruce Puente Remedios De Escalada, Avenida Hipólito Yrigoyen, Carlos Tejedor, Teniente Rangugni, José María Moreno, Viamonte, José Ignacio Rucci, General Juan Domingo Perón, Avenida Remedios De Escalada De San Martín, Cruce Puente Uriburu, Avenida Sáenz, Avenida Caseros, Castro, Inclan, Colombres, Jerónimo Salguero, Teniente General Juan Domingo Perón, Gascón, Araoz, Avenida General Las Heras, Calzada Circular De Plaza Italia, Avenida Santa Fe, Avenida Intendente Bullrich, Avenida del Libertador, Avenida Dorrego, Avenida Leopoldo Lugones, Avenida Sarmiento, Avenida Costanera Rafael Obligado, Avenida Intendente Güiraldes, Calles Interiores De La Ciudad Universitaria.

## Recorridos fraccionados
Las siguientes son las terminales que realiza la línea 160 en los horarios de mayor demanda (días hábiles); se refuerzan con sus servicios fraccionados.

## Paradas
Las siguientes, son las paradas que realiza la línea 160 en todo su recorrido

### Partido de Lanús
Centro De Transbordo Lanús (119, 160 Y 277), Tucumán X Av. Hipólito Yrigoyen, Gobernador Carlos Tejedor 83, Gobernador Carlos Tejedor 289, José María Moreno 690, Canadá X Viamonte, Enrique Fernández X Viamonte, Pilcomayo X Viamonte, Av. Rivadavia X Viamonte, Gobernador Oliden X Viamonte, Doctor Ricardo Balbín X Viamonte, Boquerón X Viamonte, José Ignacio Rucci X Balcarce, José Ignacio Rucci 1716, José Ignacio Rucci X Formosa, José Ignacio Rucci 1014,  Presidente Perón X Armenia, Presidente Perón X Valparaíso, Doctor José Darragueira X Presidente Perón y Presidente Perón X Av. Remedios De Escalada

### Ciudad Autónoma de Buenos Aires
Av. Avenida Sáenz 638, Avenida Sáenz 354, Castro 1716, Colombres 1020, Colombres 702-718, Colombres 455, Colombres 392, Colombres X Hipólito Yrigoyen, Colombres 28, Jerónimo Salguero X Teniente General Juan Domingo Perón, Presidente Teniente General Juan Domingo Perón 4083, Gascón 685, Gascón 855, Gascón 1097, Gascon X Gorriti, Gascón 1483, Gascón 1687, Aráoz 2100, Aráoz 2313, Av. Santa Fe X Aráoz, Juncal X Aráoz, Av. General Las Heras X Jerónimo Salguero, República Árabe Siria X Av. General Las Heras, Av. General Las Heras X Lafinur, Plaza Italia - Av. Gral. Las Heras, Pacífico, Av. Dorrego X Av. del Libertador, Avenida La Pampa X Costanera Rafael Obligado, Costanera, Pabellón 1, Pabellón II - Facultad De Ciencias Exactas y Pabellón III - Facultad De Arquitectura, Diseño Y Urbanismo

## Sitios de interés
Algunos sitios de interés, por los que atraviesa el recorrido, son: Plaza Italia, La Rural, Estación Lanús, Aeroparque, Hospital Aeronáutico, Hospital Fernández, Hospital Penna, Hospital Rivadavia, Hospital de Odontología, Hospital Naval, Facultad de Arquitectura UBA, Facultad de Ciencias exactas y naturales UBA, UBA Ciudad Universitaria, UTN FRBA Medrano, UTN Escuela de Posgrado, UAI Sur, Municipalidad de Esteban Echeverría, Municipalidad de Lanús, Planetario, Portal Palermo Shopping, Paseo Alcorta, Estadio de River Plate, Estadio de Banfield, Estadio de Temperley, Estadio de Brown Adrogué, Sanatorio Trinidad Palermo, Sanatorio Dupuytren, Hospital Melo, Hipódromo de Palermo y Jardín Botánico.